# Tuohijärvi (sjö i Enare, Lappland, Finland)
Tuohijärvi eller Pessipohjärvi är en sjö i Finland. Den ligger i kommunen Enare i landskapet Lappland, i den norra delen av landet, 900 km norr om huvudstaden Helsingfors. Tuohijärvi ligger 249,5 meter över havet. Arean är 55,5 hektar och strandlinjen är 3,25 kilometer lång. Sjön  ingår i Pasvik älvs huvudavrinningsområde. 